# 北管戲
北管戲（臺羅：Pak-kuán-hì；客家語拼音方案四縣腔：bedˋ gonˋ hi ；客家語拼音方案海陸腔：bed gonˊ hiˇ）在臺灣原稱為亂彈，而亂彈在臺灣又稱外江戲。「北管戲」是相對「南管戲」所作稱呼，而「外江戲」則來自閩西漢劇，閩西漢劇主要聲腔來自外省聲腔的「西皮」、「二黃」，故稱「外江戲」；臺灣俗諺：「吃肉吃三層，看戲看亂彈。」可見亂彈在臺灣民間社會之地位。

臺灣的「亂彈」主要分為「福路」與「西皮」兩大系統。「福路」為梆子腔（稱舊路），「西皮」又包含「二黃」（稱新路）。民俗藝術學者曾永義認為「福路」又作「福祿」，而「福祿」實為「河洛」之聲轉，應該就是「河南梆子」。而河南梆子的根源為西秦腔，原為「亂彈」的一種，因此臺灣的亂彈傳承路線應當是：河南梆子加上湖南的西皮二黃，再從福建西部傳入臺灣。
北管戲為臺灣傳統戲曲的主要劇種之一，從過去職業戲班與業餘子弟曲館數量眾多可為明證，1950到1960年代開始，歌仔戲與客家大戲取代了廟會戲曲空間之後，北管戲逐漸淡出臺灣社會，活動展演空間以業餘的北管館閣為主。
北管戲曲內容豐富，唱腔頗具特色，音調高亢、節奏輕快流暢，在農業時代為人們娛樂項目之一。除了以原生的戲劇形式存在北管館閣以及職業的北管戲班，同時也被布袋戲、傀儡戲吸收，做為該兩種戲曲表演中的曲腔及過場音樂，而歌仔戲與客家大戲甚至道教宗教儀式中也吸收了部分北管戲曲唱腔，豐富了戲曲與儀式的唱腔。
以音樂類型來說，較接近臺灣北管戲曲的中國大陸劇種為廣東西秦戲及各省之亂彈戲。

## 歷史沿革
以文化背景而言，北管戲過去能夠普及於臺灣是個相當有趣的現象，它不同於梨園戲、高甲戲、歌仔戲或採茶戲等以本地語言演唱，而使用一種臺灣本地人聽不懂的「正音官話」，因此透過戲曲使用的媒介語言，大致了解北管戲曲並非臺灣的原生劇種，而是吸收自中國大陸的傳統戲劇。
北管戲包括「扮仙戲」、「古路戲」及「新路戲」，三者表演型態雖然相同，曲腔方面卻自成系統。從唱腔方面來看，北管戲曲的源流的源流有三個不同面向。

### （一）「扮仙戲」唱腔與「崑腔」的關係

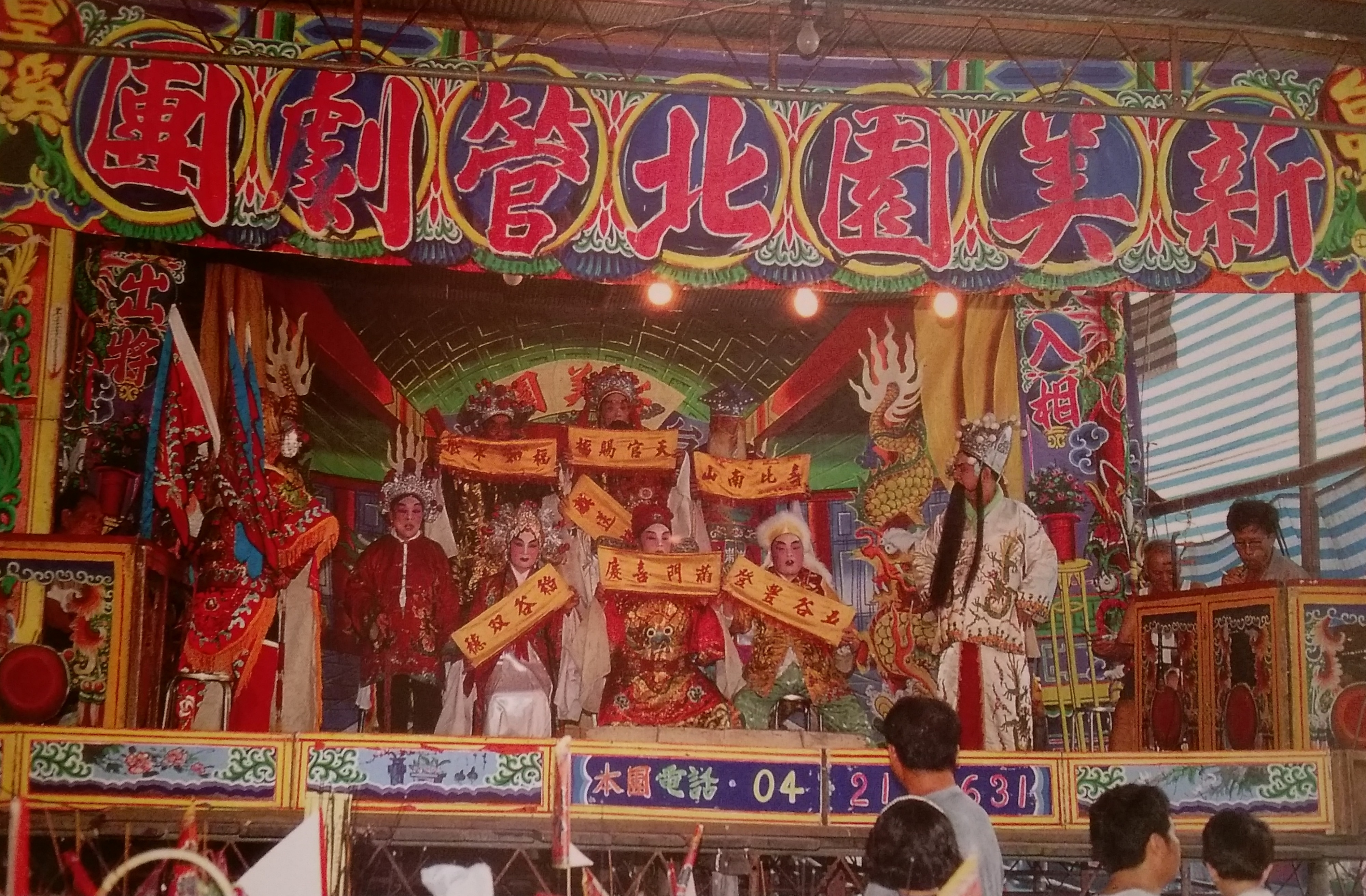
北管扮仙戲

北管扮仙戲屬於吉慶戲，作為登棚演戲及排場之開場，然而它的音樂系統卻與接於其後的正戲不同。多數扮仙戲音樂形式為曲牌體，北管藝人常稱扮仙戲唱腔為「崑腔」，連套第一支曲牌位「崑頭」（崑腔的第一支曲牌），從音樂語言上已經能初步了解扮仙戲與崑腔之間的關係。
透過曲調名稱以及樂曲內容的考察，北管扮仙戲唱腔屬於崑腔的有：《天官賜福》、《醉八仙》、《三仙白》、《卸甲》及《長春》，這幾齣的文本與崑曲相比較者為《天官賜福》與《卸甲》。《天官賜福》的曲牌為【醉花陰】、【喜遷鶯】、【四門子】、【水仙仔】、【尾聲】，其歌詞、曲調與保存於崑曲中的《賜福》完全一致。。《卸甲》，其曲牌名稱雖然脫落，歌詞文本、曲調與崑曲中的《滿床笏•卸甲》大致上相同。
從扮仙戲的曲調名稱、聯套方式以及旋律等方面初步考察，可確知它們與元明時期的中國文人音樂中的藝術歌曲有源流關係。北管扮仙戲也有吸收其他曲腔的劇目，如《三仙會》以俗稱【梆子腔】的曲調演唱，該曲調為小曲兒不屬於版腔體聲腔的梆子腔。《南詞天官》與《南詞仙會》的唱腔為【南詞】，此外尚有《河北封王》與《河北金榜》得劇目，其曲調結構與曲牌體的崑腔並不相同，加上劇目名稱所顯現的曲調與曲牌體的崑腔應屬不同唱腔系統。

### （二）「古路戲曲」源流
古路戲又稱福路、舊路，以相對另一種稍晚傳入的「新路戲曲」，從透過日本琉球御座樂的比較研究，顯示明末清初由中國傳入日本沖繩的宮廷音樂，其音樂內容與臺灣的北管大致相同，音樂系統中有「古羅羅」與「新囉囉」的名稱，從這點看出古路與新路的相對性名稱，可能再傳入臺灣前就已經存在。
北管戲曲主要流行在臺灣漳州裔移民聚居區域，關於它的源流之推測，自然令人聯想到漳州地區的傳統戲曲，然而從福建的音樂學者所做的調查研究，該省並無與北管古路戲相關的資料。

#### ①與清朝初年戲曲的關係
從北管古路戲曲所使用的語言──正音，以及板腔體曲牌，最早僅能推測它的源流與清朝初年被稱為「亂彈戲」的關係。根據清朝中葉的戲曲演出的曲本資料《清蒙古車王府藏曲本》，該套清朝戲曲集成的內容方面分為戲曲與曲藝，戲曲方面蒐錄的劇種有：崑曲、亂彈、弋陽腔、吹腔、西腔、秦腔、木偶戲、皮影戲，曲藝方面有鼓詞、子弟書、雜曲。該編目錄所稱的「亂彈」，乃彙編該書之學者分類，此一名稱為清朝中葉以來流行於文人士大夫階層的二元式戲曲分類詞彙，當時文人以崑腔為雅部，其它戲曲則皆列為花部或亂彈，換言之，「亂彈」為戲曲的通稱，帶有階級性，猶如正音戲之於白字戲，並非劇種的專稱。
《清蒙古車王府藏曲本》中被歸類為「亂彈」的劇目有四百多齣，多數皆無曲調名稱，謹記以「〔唱〕」、「〔前腔〕」、「〔滾白〕」、「〔滾唱〕」，有標以唱腔名稱者，屬板腔體之曲調有【二簧搖板】、【西皮倒板】、【正板西皮】、【倒板】、【換板】，以僅有曲調名稱為根據，這些被分類為「亂彈」的戲劇，實即後來的京劇。以劇本內容觀之，《清蒙古車王府藏曲本》所保存的劇目與北管古路戲相同者並不少，如《送荊娘》一劇：

「〈淨上〉〔唱〕俺玄郎撥開松林尋妹子〈旦上〉〔唱〕松林來了趙荊娘，向前來便把哥哥問，你與強人吉和凶。〈白〉哥上你與強人交戰，勝敗如何。〈淨白〉賢妹那裡是強人，是為兄二位結拜好友。〈旦白〉哎好苦呀。〈淨白〉賢妹，苦從何來。〈旦白〉哥哥你與強人交友，妳妹子豈不落在強人之手。〈淨白〉非也，聞知俺送妹子回家，送我青鬃馬一騎，銀子五十兩，不知賢妹愛跨青鬃愛跨粉紅？〈旦白〉哥哥，我想青鬃乃是強人所跨，妹子不愛，愛哥哥的粉紅。〈淨白〉既然如此，賢妹請蹬鞍。〈旦白〉哥哥請〈淨白〉賢妹請〔旦唱〕趙荊妹上了粉紅馬。〈淨白〉玄郎帶馬上青鬃。〔旦唱〕趙荊娘好比籠中鳥。〔淨唱〕玄郎開籠方鳥飛。〔旦唱〕趙荊娘好比鰲魚拖了金鉤釣。〔淨唱〕賢妹搖頭擺尾再不來。〔旦唱〕命裡不死終身有救。〔淨唱〕天差玄郎救你身。（下略）

〔淨唱〕玄郎下馬飲涼水。〔旦唱〕觀見哥哥下馬飲涼水，只見龍來不見人，莫非此處有妖怪，切莫傷害我那兄，開言就把哥哥叫，且送妹子到家庭。〔淨唱〕玄郎飲水上了馬，不知矣妹大驚小怪為何因。（下略）

〈旦白〉哥哥，你看前面開的黃花兒是什麼花〈淨白〉死ㄚ頭，此乃三月清明天景，菜子開花你也不曉得麼？〈旦白〉小妹要將此花吟詩一首〈淨白〉我道是鄉間之女子，原來是女中丈夫，為兄當得陪矣，妹請〔旦唱〕趙哥哥送妹到路旁，菜子開花滿地黃，趙哥哥好比觀花索，小妹子好比鮑三娘。〈說白……略〉〔淨唱〕俺玄郎送妹道路旁，菜子開花滿地黃，俺玄郎怎比花關索，賢妹怎比鮑三娘。」（下略）
在北管古路戲與此相同的劇目名稱為《送妹》、亦稱《送京娘》、《趙匡胤千里送京娘》。《送妹》乃通行於臺灣中部與北部北管館閣的劇目，各地館閣的劇本與《清蒙古車王府藏曲本》的《送荊娘》皆相同。另一齣《王英下山》在北管古路與新路戲曲中皆有此劇目，與京劇內容比較可推測北管古路的劇目為早，新路為由古路吸收改編。北管《王英下山》劇本與《清蒙古車王府藏曲本》的文本上言之是完全一致的。

#### ②與「梆子腔」的關係
北管古路戲曲唱腔的音調高亢，且節奏流暢，從音樂風格上來看，與秦腔和河南梆子高亢特色有些近似，有關古路戲唱腔的源流常讓人想起跟中國戲劇曲腔中的梆子腔，不過透過曲調的比較，無法找到北管古路戲與梆子腔系統戲曲之間的聯繫。梆子腔所屬劇種有秦腔、山西梆子、河南梆子、河北梆子。透過梆子腔代表劇種秦腔的比較窺知一二。
秦腔運用最廣泛的板式為「〔二六板〕」，該板式的特徵為唱腔的上句與下句（不包括兩劇之間的過門）都各有六板，因以為名，此一板式的拍法為一板一眼。古路戲主要板式為【平板】及【流水】，兩者的拍法皆為一板三撩，秦腔的板式與之相何者為【慢板】。秦腔慢板上句第一分句由中眼、第二分句由板起唱，下句第一分句與第二分句皆由中眼起唱。
北管古路戲【平板】起腔第一句的第一分句由板、第二段以後各段的第一分句由中撩，各段第一分句的第二分句由板起唱，下句的第一分句與第二分句分別由中撩與板起唱（上述中撩與中眼同義）；【流水】上句與下句的各分句都由板起唱。從該一比較可看出北管古路戲【平板】、【流水】與秦腔【慢板】的句法並不相同。
從板式結構觀之，北管古路戲主要唱腔與梆子腔系統為主要唱腔，根據目前掌握資料比較，並無相似之處。透過音階的比較，秦腔各板式音階多為七音音階，北管古路戲的所有唱腔基本上為五音音階構成；唱腔旋律中，北管古路戲【平板】和【流水】的旋律樸素，多有一音一拍或一音兩拍的音符構成，秦腔唱腔中曲調頗為華彩。透過音階與板式結構比較，可知北管古路戲板腔類曲調與秦腔並無相似之處。

#### ③與「廣東西秦戲」關係
以北管戲曲的分佈地區主要為漳州籍住民的現象推論，為早期移民從福建漳州地區傳入臺灣。根據《中國戲曲志·福建卷》的資料，從閩北四平戲的句目觀之，它較接近北管的新路戲；閩南四平戲的劇目多與南管戲相同，唱腔多用曲牌（如〔新水令〕、〔江兒水〕、〔步步嬌〕等）。至於閩西漢劇，它的主要唱腔為嬉皮與二黃。藉著目前福建戲曲的研究顯示，北管古路戲曲與福建各劇種之間似乎並無淵源關係。
根據《中國戲曲志·廣東卷》的資料顯示，北管古路戲與廣東的西秦戲有較為密切的關係。西秦戲主要曲腔分為正線曲，西皮與二黃，正線曲包括二番、梆子兩類，其中正線曲所占的劇目約為三分之二，為西秦戲的主要劇目。其中二番類的板式計有：【二番】、【慢二番】、【緊二番】、【十二段】、【五更嘆】、【流水】、【緊板】、【哭板】，而以【二番】為主要板式。梆子類的主要板式有【平板】、【梆子】、【巴山反】、【三股分】。北管古路戲板式有：【彩板】、【平板】、【緊平板】、【流水】、【緊流水】、【十二丈】、【緊中慢】、【慢中緊】、【緊板】、【梆子腔】、【四空門】，【緊板】也有類似哭腔演唱的方式，可稱之為【哭板】。從板式名目觀之，北管古路戲與廣東西秦戲大體上能互相參照。
從《中國戲曲志·廣東卷》的樂譜資料，可以實際的比較北管古路戲之【平板】、【流水】與西秦戲【平板】、【二番】的曲調是否有相同性。北管古路戲的【流水】，手抄本常將【流水】與【二凡】互用，口語上亦然，都指相同的板式。從名稱上觀之，北管古路戲的【二凡】與西秦戲的【二番】為諧音關係。西秦戲板式中的【二番】與【流水】，兩者
拍法為一板三眼與有板無眼，北管古路戲拍法為一板三撩，從拍法形式可看出北管古路戲的【流水】與西秦戲的【二番】除了名稱的相似性，音樂型態也有基本關係。西秦戲【十二段】屬於角色邊做邊唱的板式，北管古路戲的板式【十二丈】，曲調名稱亦稱作【十二段】，也是角色邊做邊唱的場合。
從西秦戲與北管古路戲主要板式之名稱、用法等初步考察，可發現北管古路戲與西秦戲的關係比秦腔與河北梆子還密切。

#### ④與「浦江亂彈」的關係

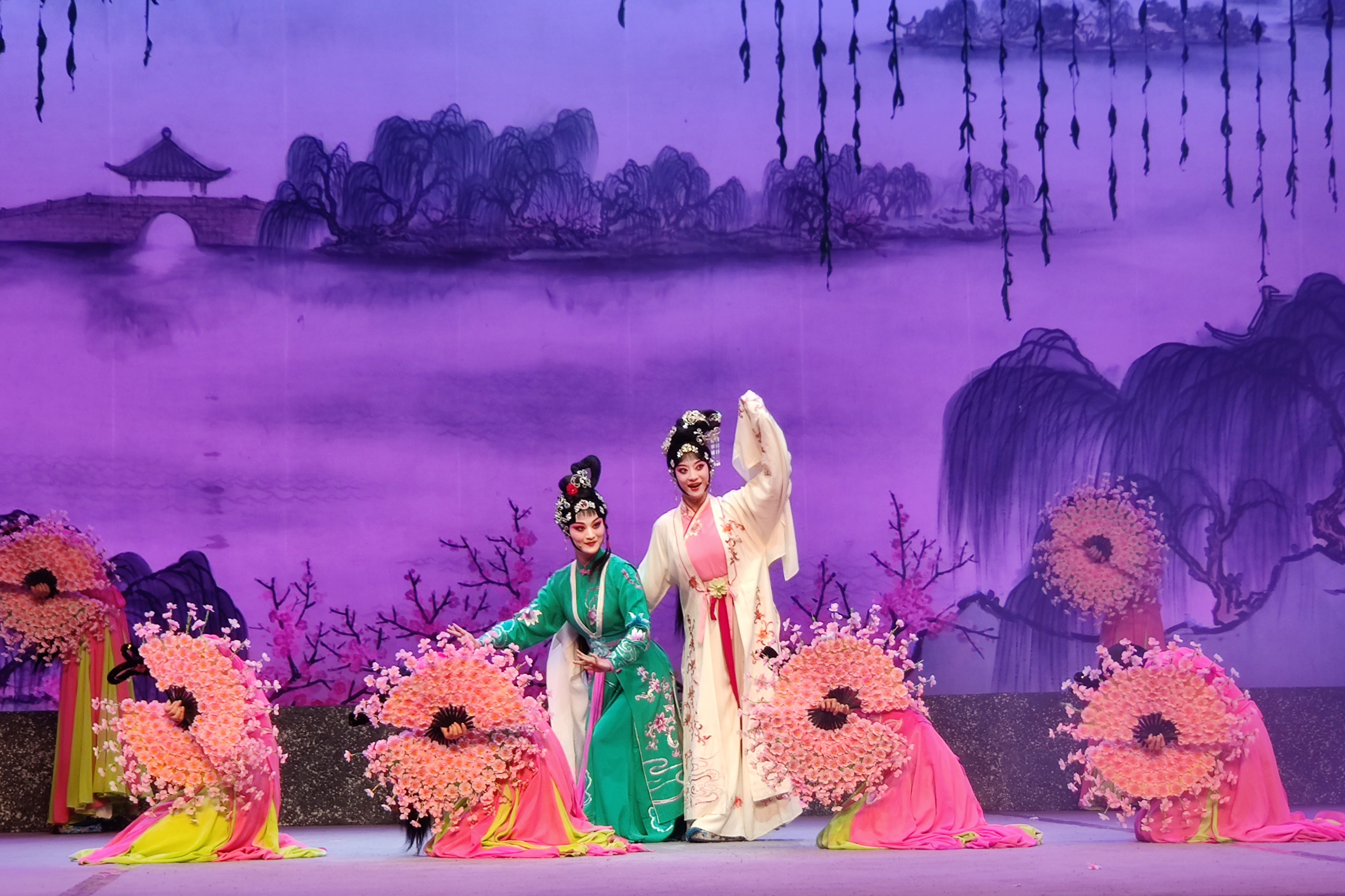
浙江婺劇

臺師大民族音樂研究所教授呂錘寬在2002年與日本琉球及中國大陸福建的學者進行「琉球御座樂、北管戲曲及中國傳統戲曲源流比較研究」時，曾到浙江衢州考察發現當地戲曲與北管古路戲唱腔的相似性。浦江亂彈為浙江婺劇的組成部分之一，根據浙江當地學者黃吉士編著的《浦江亂彈音樂》，或《中國戲曲音樂集成·浙江卷》中的資料，婺劇俗稱金華戲，由高腔、崑曲、亂彈、徽劇、灘簧、時調等六種聲腔組成。以內容組成觀之，臺灣的北管戲曲中的【平板】、【緊中慢】與浦江亂彈的關係較為密切。
浦江亂彈的板式計分為：【三五七】、【平板】、【流水】、【二凡】、【撥子】、【彈尖】六個系統，其中【平板】俗稱【蘆花】，唱詞形式也與【三五七】相同，唱腔也頗為近似，兩者的樂段長度相同，句法也一致，每分句之間都有過門。
北管古路戲唱腔中的【平板】與浦江亂彈的【三五七】或【平板】相若，旋律方面則與浦江亂彈的【平板】較為一致。
浦江亂彈中也有也有稱為【二凡】的唱腔，北管古路戲的【流水】也稱為【二凡】，其曲調與浦江亂彈的【二凡】並不相同，至於浦江亂彈中的【流水】與北管古路戲【緊中慢】頗為相同。兩者拍法都為每一小節一拍的形式，且皆無定譜，旋律也都同樣地有相當程度的即興。

### （三）新路戲曲與「皮黃」的關係

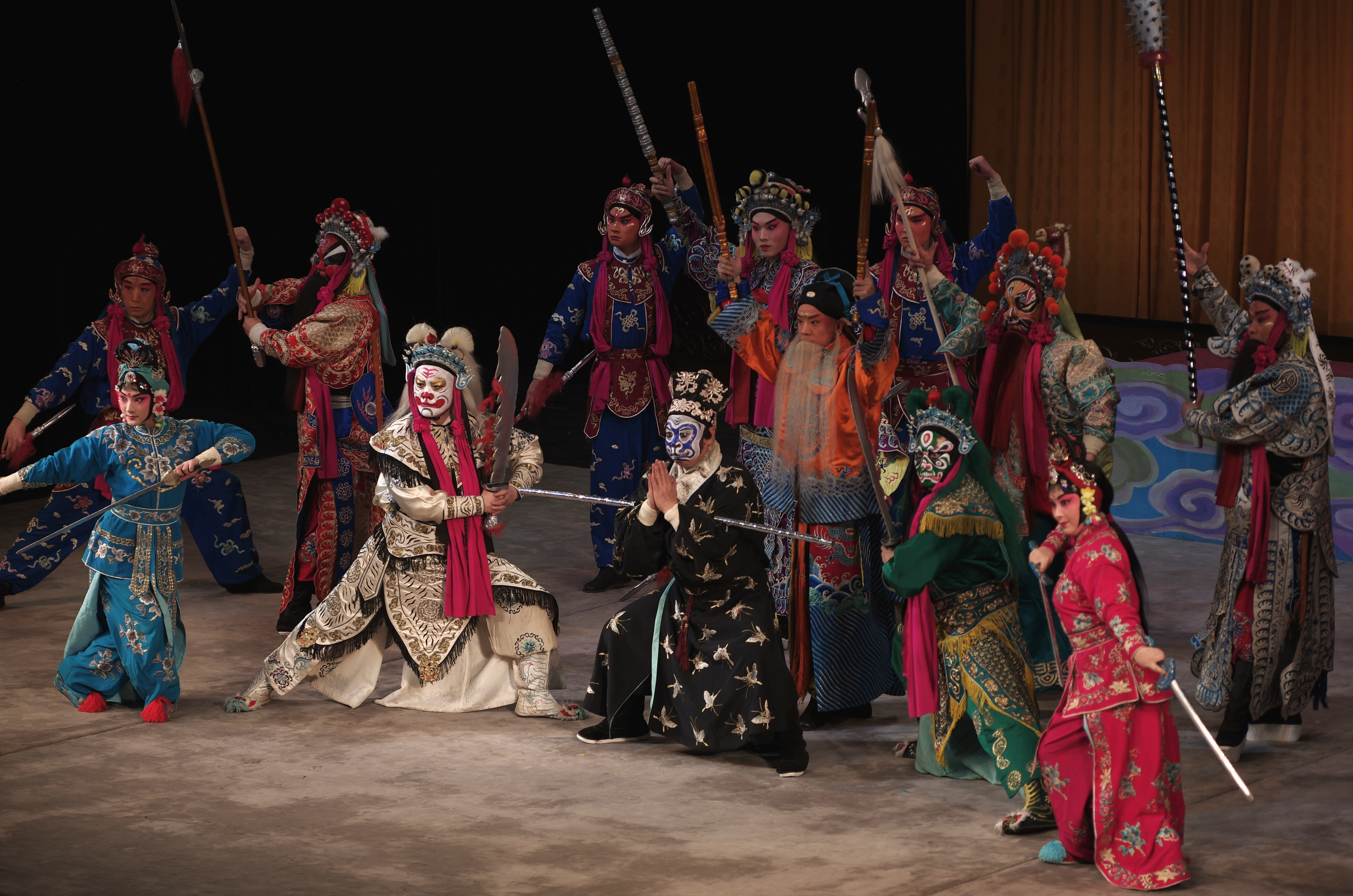
京劇

北管新路戲曲保存於臺灣中部地區的軒系與園系，以及北部地區的社系北管館閣，此外，被稱以「亂彈班」的職業戲班並有該類劇目。有人謔稱北管的新路戲曲「為京劇在鄉下的表哥」，說明兩者密切關係；北管新路戲與京戲的關係，可從劇本、音樂以及演出三個方面可比較。新路戲劇目與京戲相同者頗多，以封神榜、三國志、楊家將故事為多。劇本的內容亦有多本幾乎完全相同者，如《南天門》一劇，北管新路戲的文本為：

「〈旦內〉【倒板】急急走來奔忙忙，

〈生旦同上〉〈旦〉【緊板】一陣珠淚腮胸膛，鰲魚脫出天羅網，〈生〉虎口裡逃出兩隻羊。〈生白〉小姑娘且喜逃出虎口，老奴攙扶你慢慢而走。〈旦〉曹福攙扶了，〈生白〉老奴知道。〈旦〉【緊板】【西皮】惱恨著魏忠賢逆賊奸黨，〈生〉我老爺為天官世代忠良。〈旦〉奴爹爹寫下了辭王表章，〈生〉魏忠賢上金殿未等天亮。〈旦〉天啓爺坐龍延月落無亮，〈生〉不容奏將家爺綁赴法場。〈旦〉都虧了陳伯父把本奏上，〈生〉去了官罷了職發回故鄉。（下略）

〈旦白〉曹福速醒速醒，〈生〉【倒板】老曹福跌深山一聲喊叫，〈同哭科〉【慢垛子】尊一聲小姑娘戲聽我言。前朝裡有幾個管家當羨，有馬義困鐵板與主申冤。…半空中一派仙，八仙齊赴蟠桃會。張古老騎驢站雲端，呂洞賓隨著韓湘子，藍彩和仙姑顯威靈，王母娘娘蓮臺坐。」（下略）

除了極少數的文句組織有微小的差異，說白與曲辭與京戲的《南天門》是一致的。
又如《渭水河》一劇：

「〈小過場〉〈老生上〉【引】政肅民安坐龍廷，各國王子孤為尊。〈白〉可恨紂王太不良，聽信讒言斬忠良，眼前若得騰雲起，一統江山美美年，孤西伯侯姬昌…【二黃平】一支清香達上蒼，祝告日月並三光，搖動金錢起一課，查看武吉吉和兇。八卦之內來推算，卻原來武吉命歸陰。……〈老生〉【反倒板】夢兒夢了飛熊到，【緊板】只見野畜撲帳中，鰲魚脫出天羅網手持寶劍往上砍，化作清風影無蹤。（下略）

〈老生白〉請問到長高姓尊名？〈大花〉貧道姓姜名尚字子牙，道號飛熊。……〈老生〉武吉過來，〈小花〉在，〈老生〉命你準備車輦伺候，〈小花〉領旨。〈老生〉先生請過其便，〈大花〉千歲請。〈老生〉【二黃】有孤王夜夢見飛熊入帳，〈大花〉今日裡渭水河邊會過聖賢。〈老生〉孤王的江山全靠你，〈大花〉保定周朝江山萬萬年。……〈老生內〉【西皮倒板】聽火炮三聲響聲其昭展，〈大花〉【西皮】手摻手帶先生大營來進，〈大花〉【西皮】有貧道進大營細把君觀。〈老生〉【西皮】教皇兒看衣巾先生更換，〈大花〉姜子牙川莽匏謝主隆恩。」（下略）

此本戲之說白、唱辭等與京戲《渭水河》頗為相同，兩者的唱腔皆以二黃演唱，屬於同一系統。
在演出方面，北管新路戲的行當腳色、妝容，演員穿戴以及舞臺結構，參與人員演出前後場劃分，基本上與京戲一致。
唱腔方面，北管戲藝人雖然將新路戲唱腔稱為西皮，其時所稱之包括西皮與二黃，其中西皮類唱腔有【倒板】、【緊板】、【西皮】、【垛子】、【緊垛子】，二黃類的唱腔分為【倒板】、【緊板】、【二黃】、【二黃平】。其中西皮與二黃各板式，從板式結構至曲調，與京戲的西皮二黃所屬各板式基本上皆相同；，綜上所述，可確知北管新路戲與京戲唱腔的同源性。

## 劇目

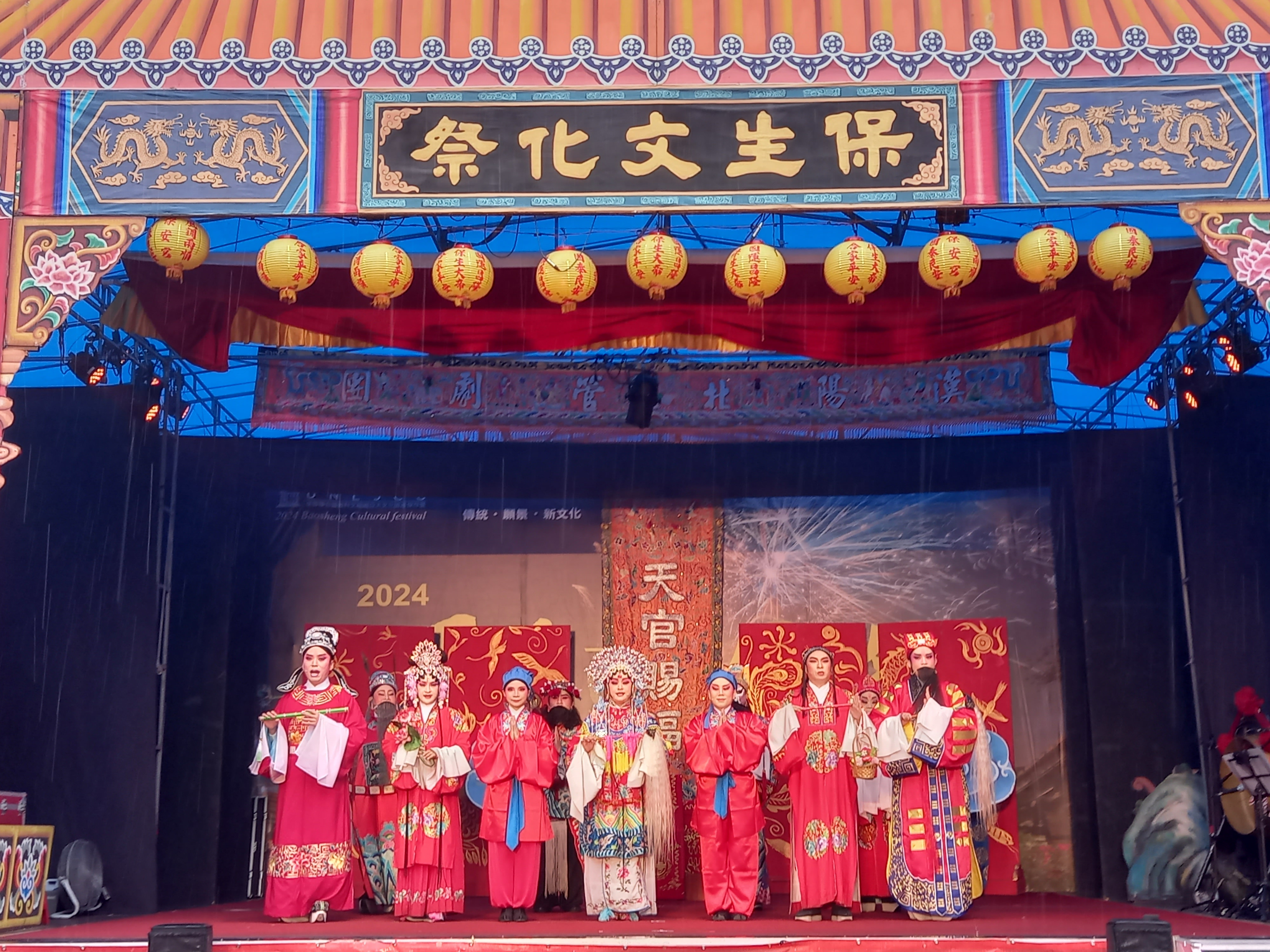
北管扮仙戲《大壽仙》

北管戲段落單位稱為「出」或「齣」，不論上臺眼戲或排場清唱，所使用的劇目都相同，至於劇目則有表演特徵的差異，以唱工為主者稱文戲，做工為主者為武戲，文戲適用於排場清唱，武戲適合上臺演出。
㈠扮仙戲

北管扮仙戲劇目名稱來自劇情內容，多為天上神仙參加盛會，以祝福凡間民眾，其內容可分為神仙劇——天上神仙賀壽聚會，如《醉八仙》、《三仙會》；賜福劇——天上神仙下凡恩賜凡間之有福分者，如《送麟兒》；誥封劇——人間的公侯將相立功受褒，如《卸甲》為唐代郭子儀立了諸多戰功，返國之後受封為汾陽王，由皇帝親自為它卸下盔甲；《封相》為戰國時代蘇秦遊說天下諸侯國有功之後，受封為宰相。
扮仙戲為北管戲曲演出的第一組節目，無論排場清唱或上臺演戲，每次扮仙只演一齣做為開場之用，後面兩齣則為每場扮仙戲必演，並為相同順序，例如演出時所稱的劇目為《天官賜福》，旦真正演出則為《天官賜福》+《封王》或《跳加官》+《金榜》，演出人員通常不會告訴觀眾全套劇目名稱。
透過北管手抄本的調查，扮仙戲劇目計有：《醉八仙》、《三仙白》、《天官賜福》、《長春》、《卸甲》、《封王》、《封相》、《金榜》、《大八仙》、《南詞仙會》、《河北封王》、《河北金榜》、《古三仙會》、《新三仙會》、《新天官》、《飄海》、《太極圖》、《古掛金牌》、《新掛金牌》。其中多數劇目唱腔為崑腔，此外並有古路唱腔及南詞。
㈡古路戲

古路戲也稱為福路或舊路，保存於臺灣中部地區的軒系與園系以及北部地區的社系北管館閣，所謂社系北管館閣，係指館閣名稱為〇〇社者，如板橋潮和社，羅東福蘭社，該系統館閣供奉保護神明為西秦王爺；此外，稱謂「亂彈班」的職業戲班並有該類劇目。根據北管藝人的說法，古路戲的劇本有二十五大本，如以段落計之，則共有二百二十餘齣。歷史劇約只有漢朝之劉陽走國、宋朝之趙匡胤的故事，較多題材為民間與神怪類，其中並有與新路劇目同名，甚至相同劇本的情形，如《王英下山》、《雷神洞》、《百壽圖》。古路戲劇目仍有與京戲之劇本相同者，僅將其中唱腔更改的情形，如《醉酒》：
「〈正旦上臺〉【新水令】海島冰輪初轉騰，見玉兔又早東升，乾坤分外明，一霎時皓月雲暮，又便是嫦娥離月宮。那嫦娥……【平板】爾為我到此相陪伴，誰憐我青春在廣寒宮。〈什白〉啓娘娘御石橋〈旦〉【平板】御石橋咫尺中，將身鞋影以欄杆，卻原來金魚漂緲深水中。」（下略）
文辭與京戲之《貴妃醉酒》完全相同，只有唱腔相異，京戲係用【平板】演唱。
㈢新路戲

新路戲也稱為西皮或西路，保存於臺灣中部地區的軒系與園系以及北部地區的堂系北管館閣，所謂堂系北管館閣，係指館閣名稱為〇〇堂者，如瑞芳得意堂、基隆儒霖堂，該類館閣供奉保護神明為田都元帥。此外，亂彈班的職業戲班並有該類劇目。根據北管藝人的說法，古路戲的劇本有三十五大本，如以段落計之，則共有二百一十五齣。
北管新路戲唱腔大體和京戲相同，較常演出的唱工戲有《雷神洞》、《王英下山》、《三進宮》、《晉陽宮》等，常見的做工戲有《渭水河》、《天水龍》等。

## 表演特徵

### 演出空間
北管戲演出空間分為前場與後場，前場指的是妝扮戲劇角色的人員，後場指演奏樂器的樂師。排場清唱時也分前後場，前場擔任演唱，後場職司樂器演奏，座序因空間因素有呈圓弧型或外八字型。樂器擺放方式也有些不同，一種形式為鼓設於中央，另一種形式為鼓設座於前方，鼓師面對絲竹樂器演奏者，演唱者坐在鼓或樂隊兩側。

### 腳色行當
北管戲演出時的腳色劃分與其它中國傳統戲曲是一致的，角色行當有上六大柱（老生、大花、正旦、三花、小生、小旦）和下六大柱（公末、老旦、二花、付生、花旦、付丑）之分，基本上分為生行、旦行，兩者都跟據角色年齡、身份、性格的不同，予以進一步的分科。生行分小生、老生、公末，旦行分為小旦、正旦、貼旦、老旦，花行分為大花、二花、三花（又稱為小花，即丑角）；至於龍套角色，抄本中多書為「什」，口語稱為雜角（chap4 -kioh4）；總體來說，武戲的角色較文戲多，文戲通常只有兩種，由其是唱工戲。生行與旦行使用假嗓。唱詞和口白除丑角因以逗笑為主而使用方言外，其餘角色多用帶有閩南腔的湖廣官話。

（1）生行：分為武小生、文小生、武老生、文老生

（2）旦行：分為小旦、正旦、貼旦、老旦

（3）花行：又稱花臉，分為大花、二花、三花（丑）；在花行妝容方面，大花為整張臉勾畫者，為角色性格爆烈或陰險狡詐，另一種不勾臉，只用紅色顏料畫妝，稱謂紅生，如關羽、趙匡胤；二花的勾臉較為簡單，三花只在鼻子部位塗粉

（4）龍套：什

### 科介身段
北管戲身段在手抄本上寫為「科」，如：哭科、笑科，分別表示哭及笑的動作。腳色身段動作都為程式化，如出臺、鎮冠、整衣或武戲中的跑馬，在各個戲齣之中都相同，而該些動作與京戲是相同的。
一般而言，武戲科介動作較多，文戲以唱工見長。這並不意味武戲的作功難於文戲。武戲動作如跑馬、殺伐等都屬公式化，動作結構並不複雜，文戲雖以唱工為主，但在唱腔中會穿插許多非程式化動作。

### 音樂唱腔
臺灣北管戲曲實為由若干不同聲腔的戲曲所組成，不同於南管戲或歌仔戲由單一聲腔構成。以來源論之，北管戲的唱腔包括崑腔、古路戲唱腔以及皮黃腔，如果以樂曲的結構特徵而言，北管戲曲唱腔可分為曲牌類、板腔類以及小曲類三種。
㈠曲牌類唱腔

臺灣傳統戲曲唱腔中屬於曲牌體者，主要有南管戲、高甲戲（交加戲）、北管戲中的扮仙戲以及若干古路戲，偶戲中的皮影戲、傀儡戲等也屬曲牌體唱腔。
多數北管扮仙戲音樂皆為皆為曲牌體，如《醉八仙》的曲腔計有【泣顏回】、【石榴花】、【小樓犯】、【黃龍滾】、【小樓記】、【疊疊犯】、【清板】組成。古路戲《秦瓊倒銅旗》中所使用曲牌有：【醉花陰】、【喜遷鶯】、【遊四門】、【水仙子】，新路戲《扈家庄》也用了一套曲牌：【醉花陰】、【喜遷鶯】、【畫眉序】、【刮地風】、【遊四門】、【鮑魚雁】、【水仙子】。
北管扮仙戲或古路戲中所使用的崑腔類曲牌，演出時經常無演員演唱，都由嗩吶吹奏，因此傳統上曲牌類唱腔展演方式變成了嗩吶曲牌。北管戲曲屬於曲牌者，曲調多與崑曲中的同名曲牌相同。
㈡板腔類唱腔

北管戲中的古路戲與新路戲，唱腔結構屬於板腔體。

①古路戲唱腔

北管古路戲的唱腔主要為板腔體，版腔體的音樂特點為樂曲篇幅長短不一，隨著唱段長短而定，短者能僅為一個句子，長者可有十餘句到三十餘句不等，然而並非長篇樂曲的組成複雜於短篇樂曲。從曲調的組成言之，所有屬於版腔體的北管古路戲唱段，都由兩個樂句組成，該兩樂句套用於兩句唱詞，這兩個樂句或唱詞分別稱為「上句」與「下句」，其中上句口語稱「頂句」（tieng2-ku3），唱段中的單數句為上句，偶數句為下句。上句的樂曲位置為半終止之處，又稱「高韻」，下句末字為樂段終止，旋律結束之處，亦稱「煞韻」。根據拍子型態特徵，北管古路戲唱腔可分為散漫式拍法與規律式拍法，散漫式拍法的板式有：【彩板】、【緊板】、【緊中慢】、【慢中緊】；規律式拍法的板式有：【平板】、【流水】、【十二丈】、【鴛鴦板】。

②新路戲唱腔

北管新路戲又稱西皮、西路，主要的唱腔由西皮及二黃組成，其中西皮系統的主要唱腔有：【倒板】、【西皮】、【垛子】，二黃系統的唱腔有【倒板】、【二黃】等。透過曲調的比較可發現北管新路戲中的西皮或二黃與京戲的西皮或二黃是相同的。新路戲的西皮或二黃的【倒板】與古路戲的【彩板】相同，皆非獨立板式，唱腔只有一句，為散漫式的拍子，須接唱【西皮】或【二黃】，接唱之唱段的第一句，為該板式的下句。
【西皮】與【二黃】的唱腔結構，為兩句唱詞組成的樂段，情形與古路戲的【平板】或【流水】相同，唱段中的單數句為上句，偶數句為下句。兩個唱腔都可以演唱長篇的唱段，唱法同樣為兩句式的樂段反覆。

㈢小曲類唱腔

北管戲曲包括扮仙戲、古路戲以及新路戲唱腔，除了以主體聲腔的曲調演唱外，也吸收若干既非曲牌體、也非板腔體的曲調，該些曲調都相同具有民歌特徵，故可稱為小曲。運用於北管戲曲的小曲有：【梆子腔】、【四空門】以及【耍孩兒】。
北管戲中的【梆子腔】為一個特定曲調，又稱叭子腔（tat4-a1-khiang1），因演唱時以該件樂器作為主要伴奏，故名。【梆子腔】的文本篇福固定，只有一種拍法，為一板三撩，可隨劇情的變化而改變拍法速度。【梆子腔】主要用於扮仙戲，屬於神仙類角色的專用唱腔，此外也用於古路戲中的仙怪類劇目，如《大補缸》、《五蟲會》中的妖精蟲怪角色都演唱【梆子腔】。北管戲中的【梆子腔】為特定曲調，不同於戲曲聲腔中的梆子腔，則屬具有特定風格的唱腔系統的總稱。
【四空門】曲調名稱的來源，為構成該曲四個樂句的結音，故名，該唱腔用於《斬影》、《蘇武牧羊》、《陳琳救主》等劇目，不過該唱腔並非這些劇目的主體唱腔，四空門僅作為劇中穿插性的點綴唱腔。
【耍孩兒】主要用於《張仙送子》以及《戲叔》兩齣劇目，相較於板腔體各板式，【耍孩兒】的形式較為特殊，全曲共計八句，為長短句，且第一句、第三句及第八句都有疊唱的情形。

### 樂器與樂隊
北管戲曲演出都以相同的樂隊伴奏，樂隊為角色身段動作的刻畫襯托、唱腔的伴奏以及排場性動作的過場音樂。角色身段動作音樂襯托所奏的音樂為鑼鼓，唱腔伴奏為絲竹樂隊，過場音樂則根據動作性質分為絲竹音樂與鼓吹音樂。

①樂器種類

- 擦奏式弦類樂器：提弦（又稱殼子弦、椰胡，為古路戲曲唱腔的主要伴奏樂器）、吊鬼子（又稱京胡，為新路戲曲唱腔的主要伴奏樂器）、和弦（為和音式樂器的通稱）
- 撥奏式樂器：月琴與三弦（較常用）；琵琶、秦琴、洋琴（較不常用）
- 吹類樂器：嗩吶（俗稱大吹，用於演奏曲牌類的過場樂）、海笛（俗稱叭子，為最小型的嗩吶，只用於伴奏稱為【梆子腔】的唱腔）、笛子（俗稱品，可用於伴奏古路戲與新路戲的唱腔）
- 鼓板類樂器：小鼓（單皮鼓，又稱為北鼓(piek-ko2)或答鼓(tak4-ko2)，用於唱腔的伴奏、鑼鼓的演奏以及過場的鼓吹樂）、通鼓、大鼓、板
- 銅類樂器：響盞（小鑼）、鑼、大鑼、小鈔（小鈸）、大鈔（大鈸）

②絲竹樂隊

絲竹樂隊由絲類樂器及竹類樂器組成，主要伴奏古路戲及新路戲唱腔，戲劇中較為文靜的科介動作也以絲竹樂隊演奏絲竹音樂作為過場。
古路戲曲、新路戲曲以及部分扮仙戲曲，演唱時以絲竹樂隊伴奏，三者樂隊編制基本上相同，絲類樂器為「頭手弦」、三弦、月琴，竹類樂器為笛子。伴奏北管戲三種戲曲的樂隊，其區別頭手弦，古路戲曲的頭手弦為提弦，新路戲曲為吊鬼子；扮仙戲方面，伴奏南詞類劇目的樂隊，將之稱為「提弦品」，亦及提弦與笛子伴奏，其頭手仍為提弦。

③鼓吹樂隊

北管戲曲的演出形式分為排場清唱與上臺妝扮，不論清唱或劇唱，皆須使用鼓吹樂隊，兩種表演方式樂隊編制是相同的，皆為小鼓、通鼓各一面，大鑼、鑼、響盞、小鈔、大鈔各一件。清唱時使用到鼓吹樂隊有兩種其況，一是有牌子的過場，二是唱腔中的鑼鼓。上臺演戲時，鼓吹樂隊分別設坐於戲臺兩側，鼓類與銅器類樂器為於戲臺左側，大吹為於戲臺右側（面向戲臺）

④鑼鼓樂隊

鑼鼓樂隊指的是武場樂器的合奏，在北管音樂界內稱為「鼓介」。鑼鼓樂用於角色上場與下場以及戲劇中的身段動作，尤其是武打動作，所使用的鑼鼓最為複雜且付於音響性。
唱腔中也有鑼鼓樂的運用，程式化的用法為每個板式開始前都有鼓介作為唱腔起始，其次為某些唱腔中帶有動作者，如【緊中慢】，唱詞的句子間多有稱為「緊中慢介」的鑼鼓。

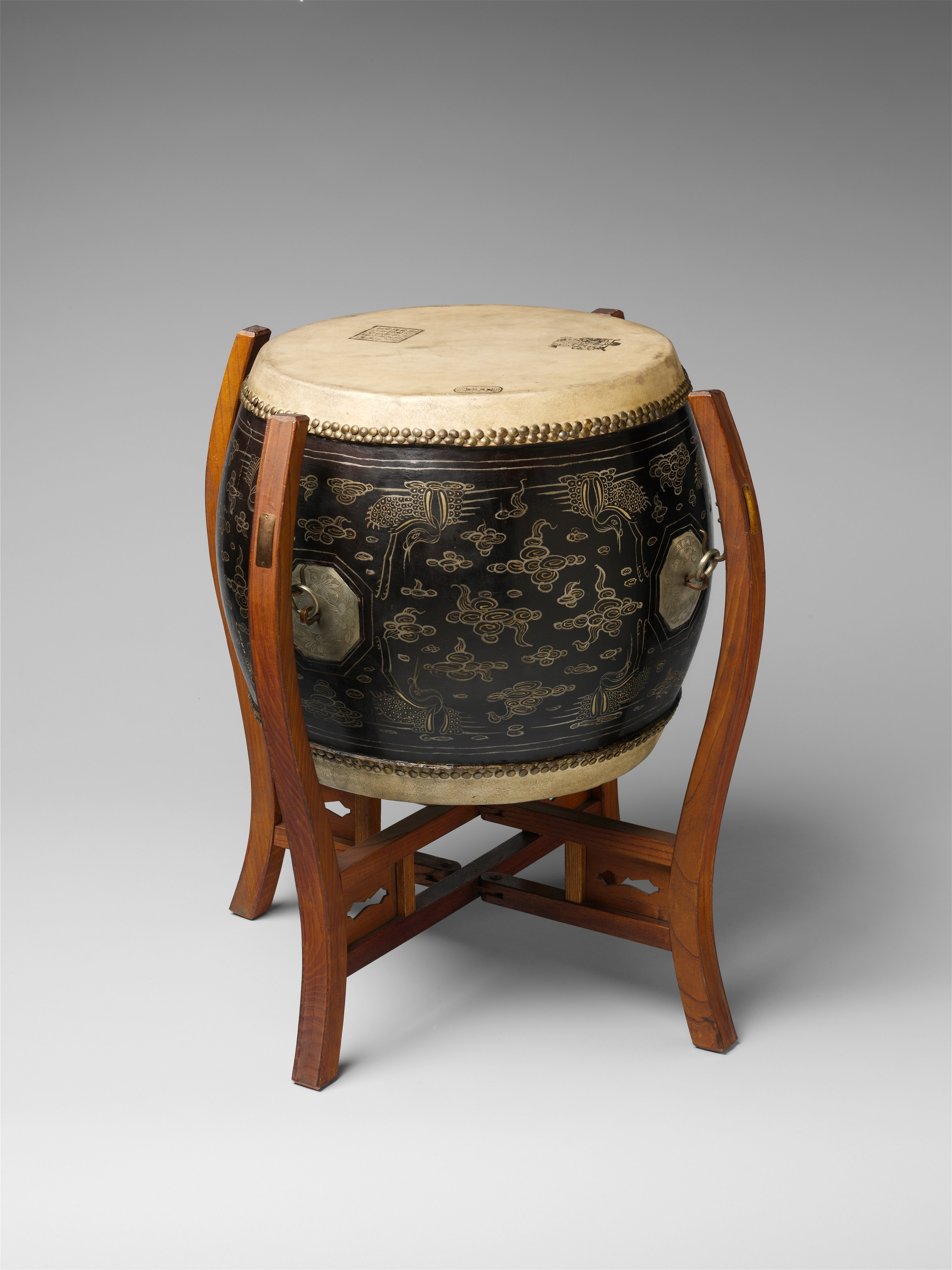
堂鼓
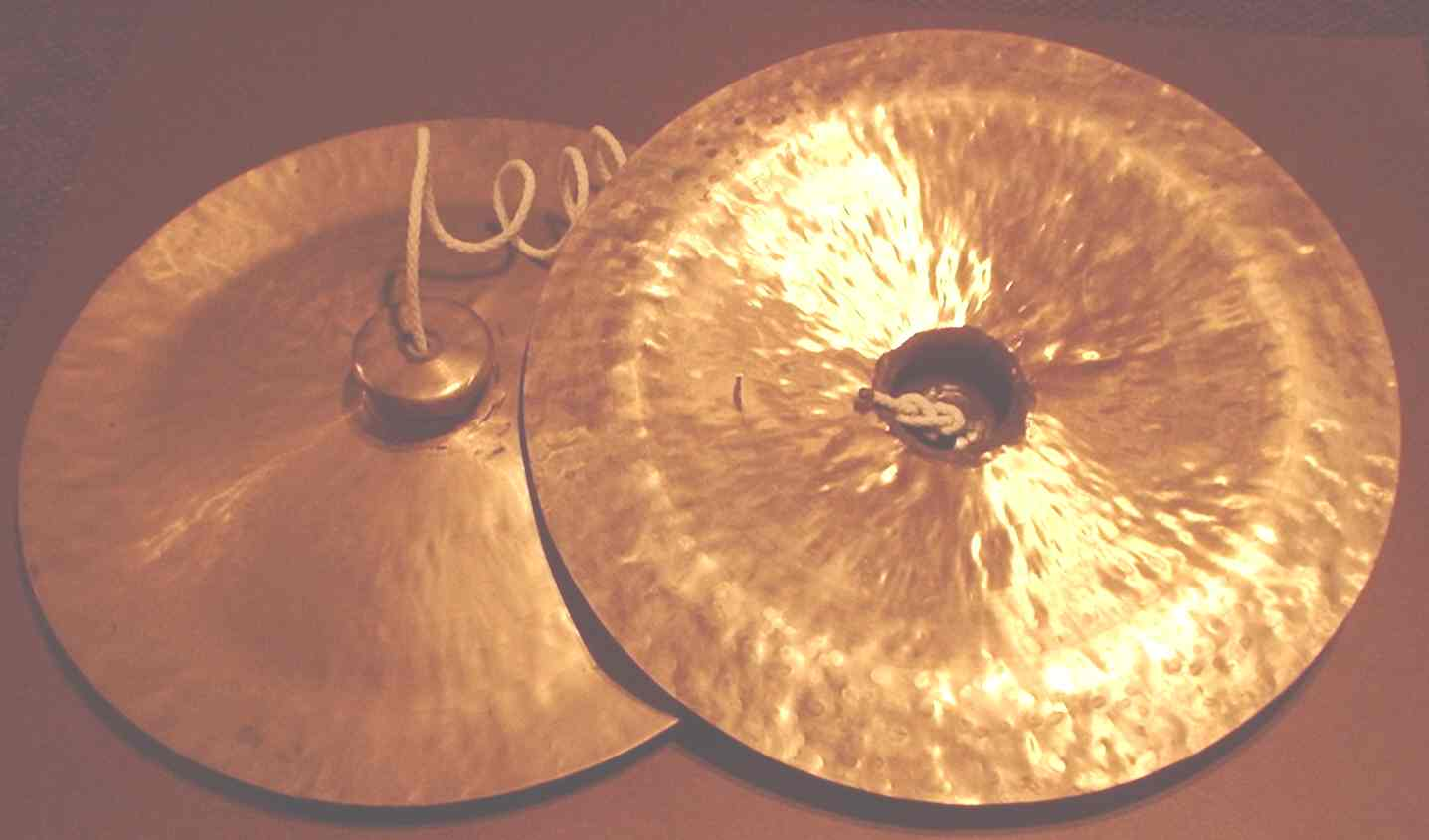
鈸
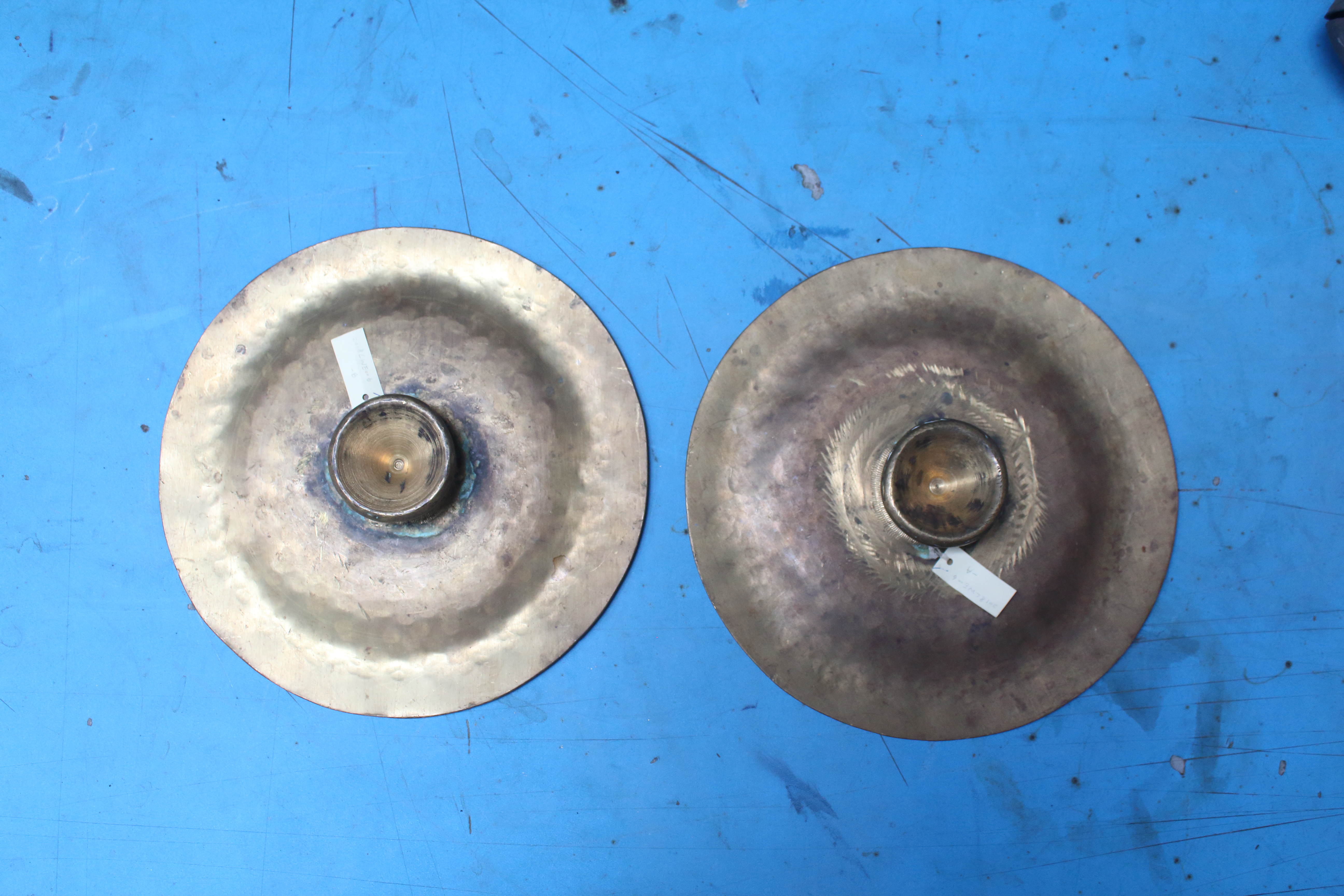
鐃
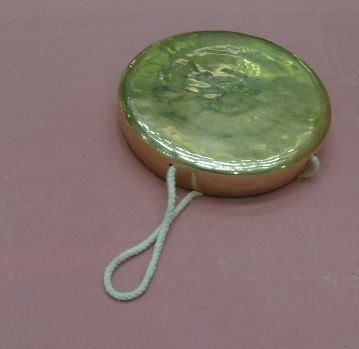
小鑼
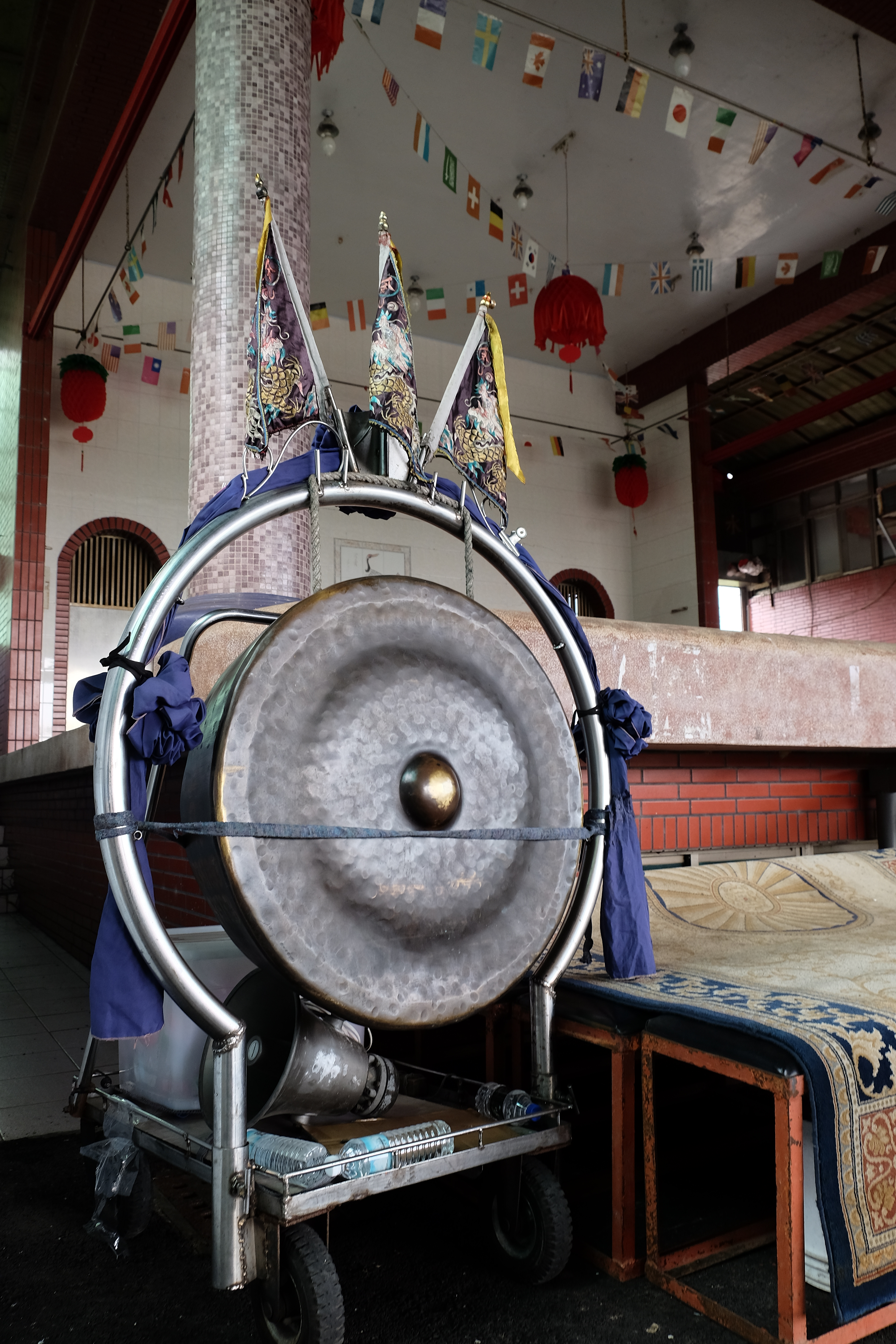
大鑼
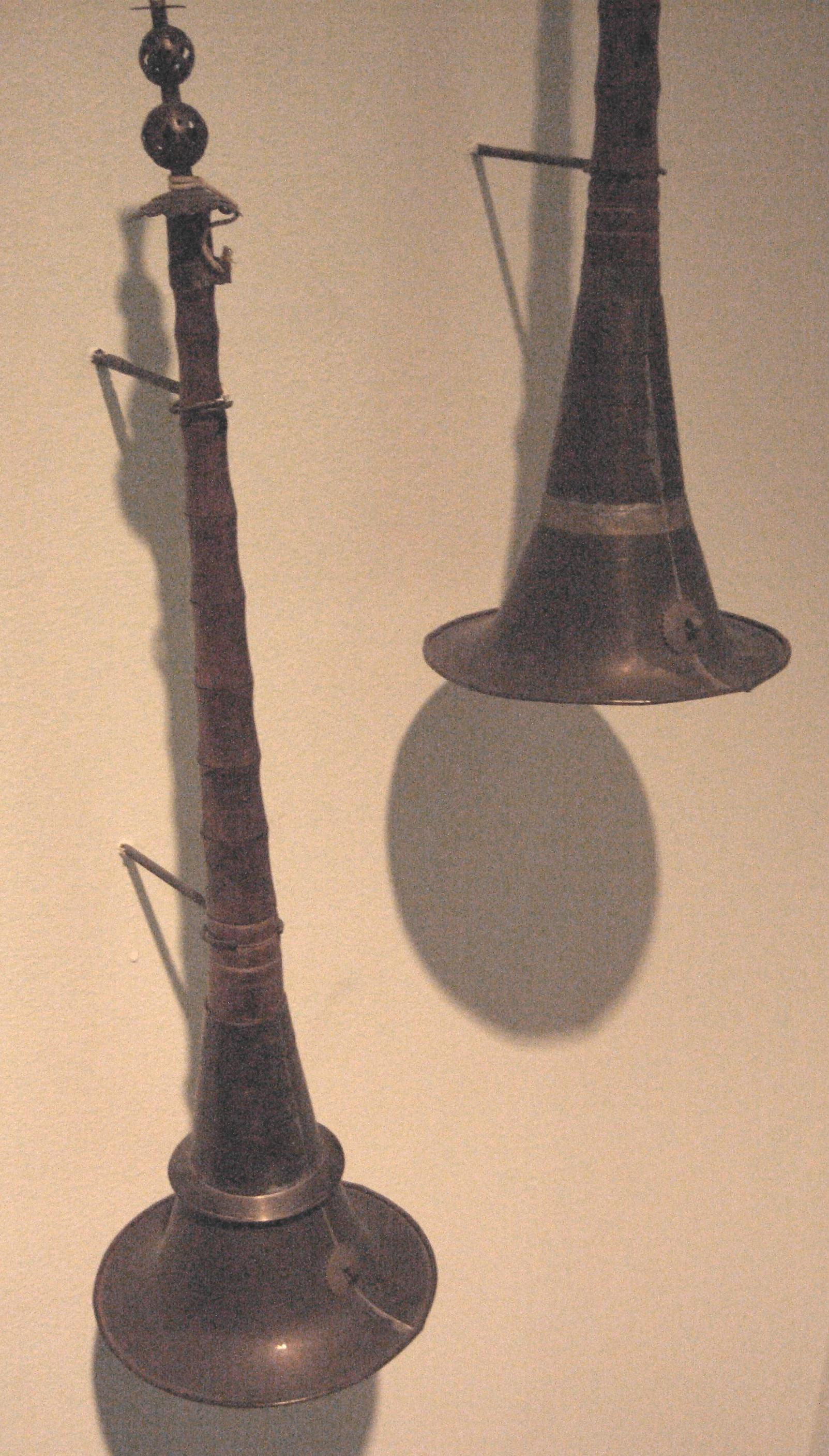
嗩吶
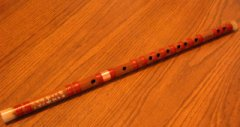
笛子
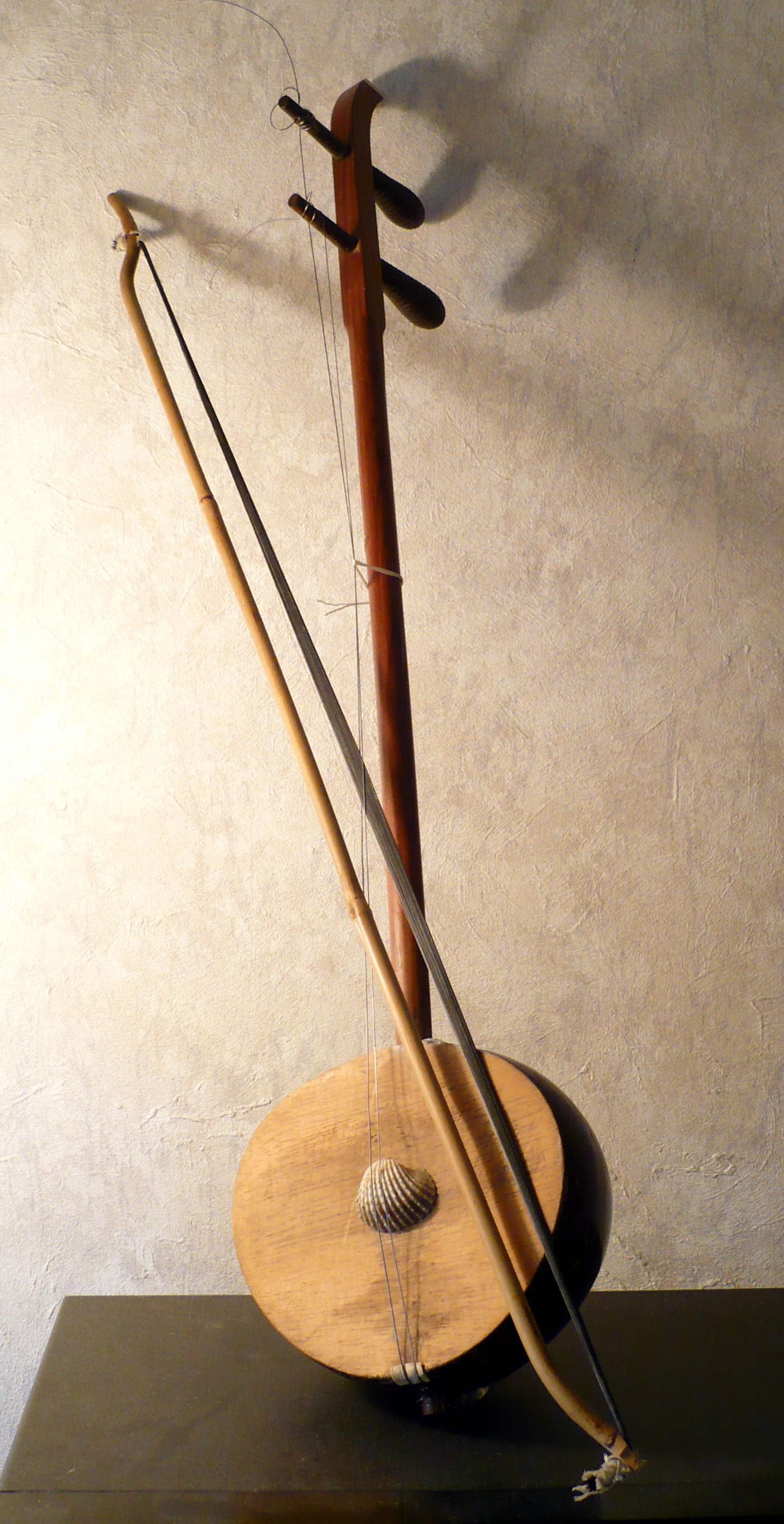
椰胡
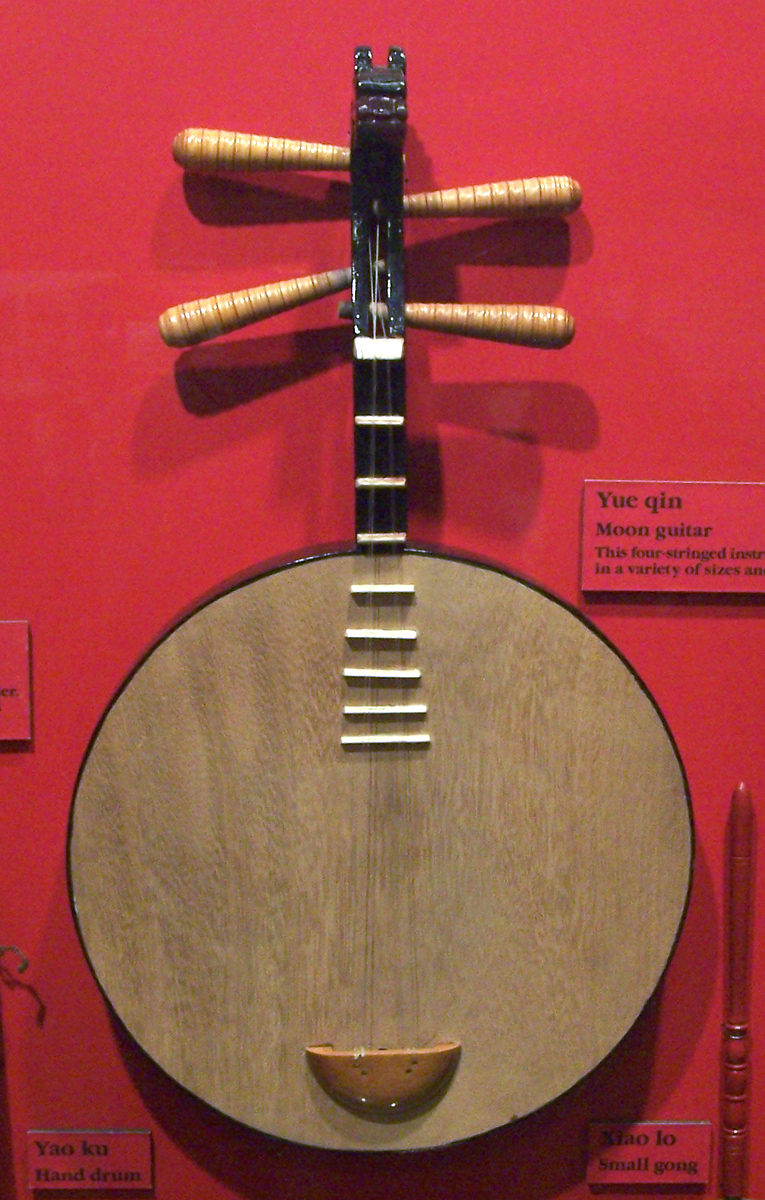
月琴
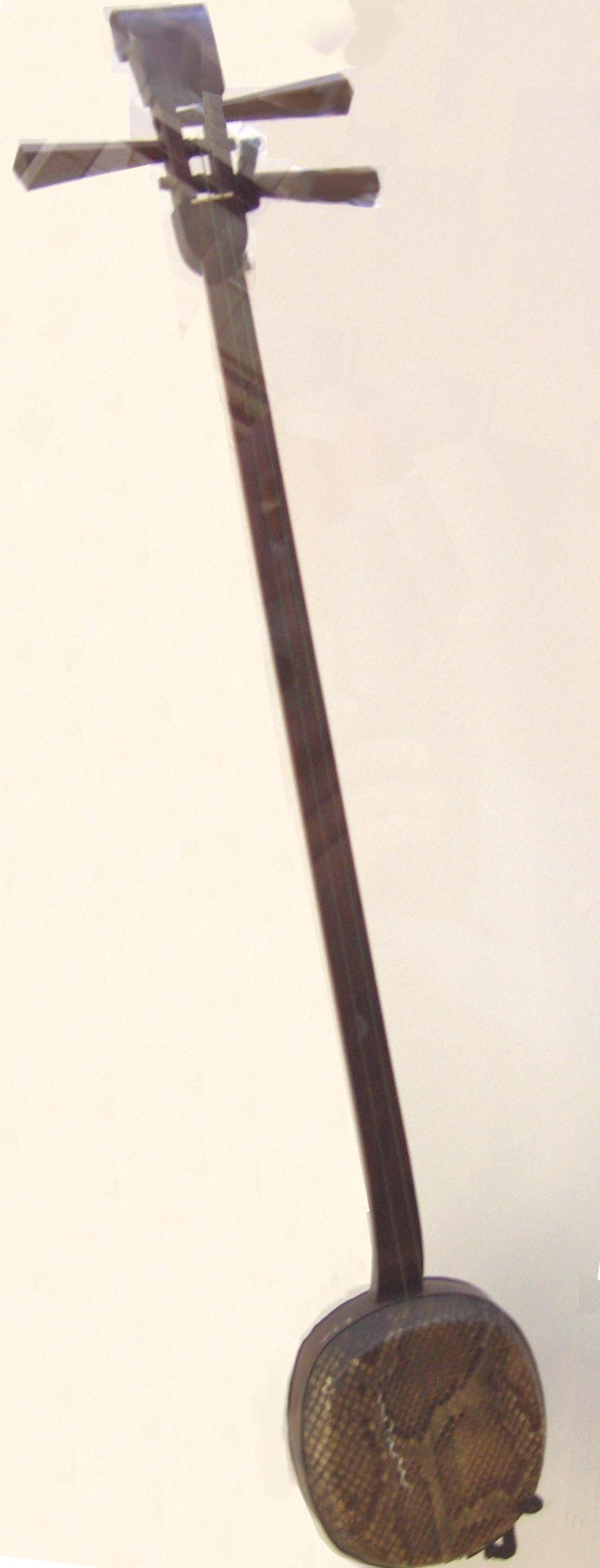
三弦
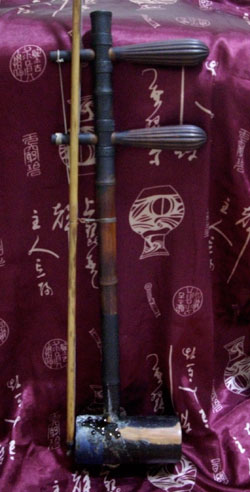
京胡
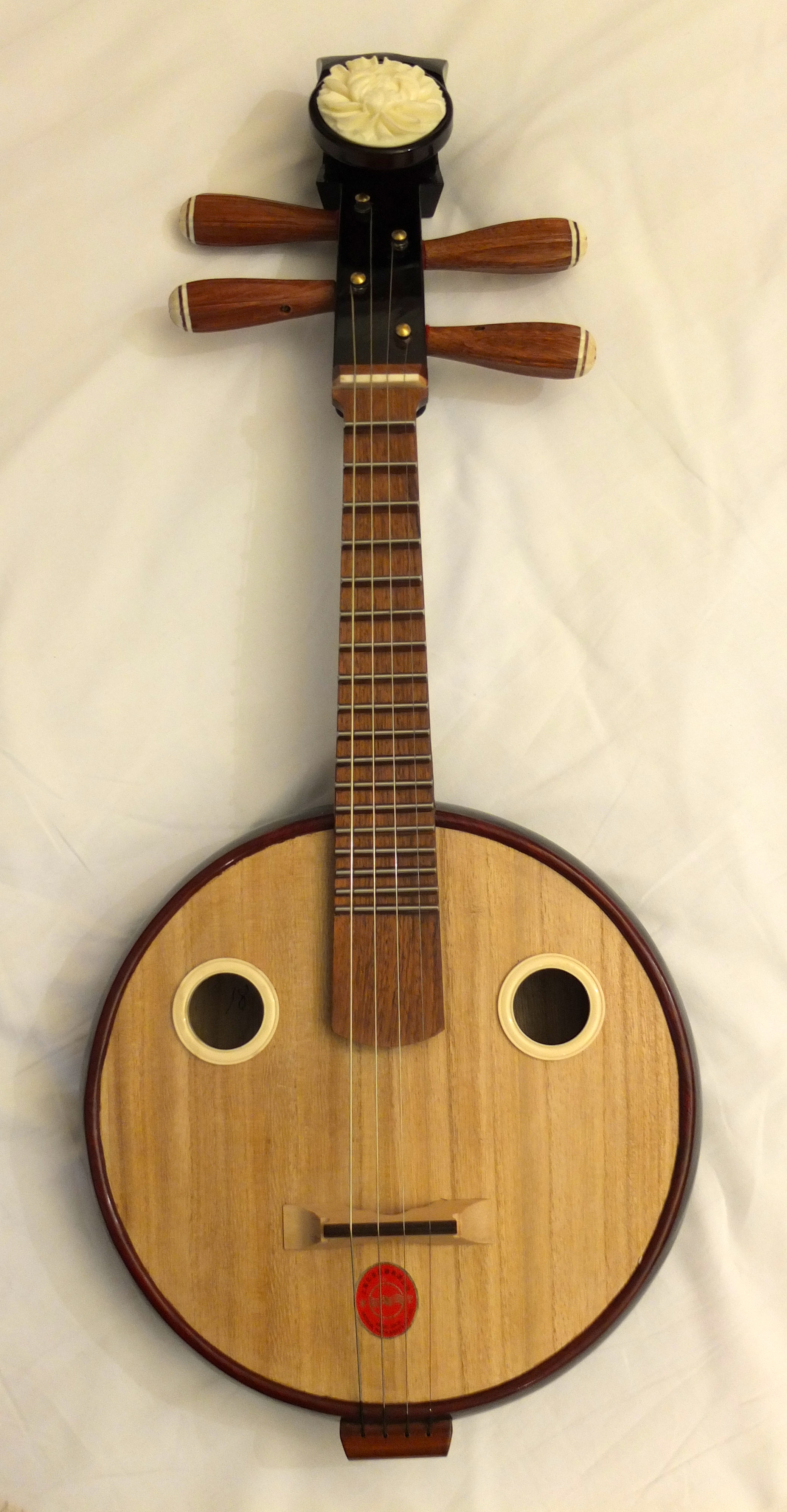
阮

## 發展現況
北管戲曲的現況可從排場清唱與登臺演戲兩方面觀察，隨著社會型態改變與新式娛樂興起，北管戲曲已經淡出國人的文娛生活，登臺演戲型態的北管戲只有在文化祭、廟會或各軒社慶典時看到。

### （一）登臺演戲的北管戲
透過北管戲曲演出團體，包括職業戲班與子弟曲館的調查，二十世紀中葉之前，該兩類團體數量極其多的情形推論，臺灣民間的北管演劇活動應曾興盛過一時，這種情形也能從早期曾有觀賞過北管戲曲經驗的人口中窺知一二。從事北管戲曲演出的團體主要為職業北管劇團，而子弟也偶而在廟會慶典場合演戲，職業戲班演出的北管戲曲稱為亂彈戲，業餘子弟館演出者稱為北管子弟戲。
民國七十年代（1981）以來，臺灣的職業北管戲班僅剩下臺中旱溪「新美園北管劇團」，因此，職業的北管戲曲演出活動已相當稀少，廟會慶典野台戲演出的劇種多為歌仔戲、客家大戲與布袋戲；2002年新美園團主王金鳳先生過世之後，職業北管戲團演出已非常稀少。目前，臺灣僅有兩團職業北管劇團——「宜蘭羅東漢陽北管劇團」與「苗栗慶美園亂彈劇團」。至於業餘子弟劇團的演戲，從民國八十五年（1995年）以來只有新北市板橋福安社與潮和社、瑞芳得意堂、新竹市新樂軒與振樂軒、嘉義新港舞鳳軒等曾有演戲。
隨著對傳統藝術文化的重視，許多北管軒社又有重新演出子弟戲，如竹塹北管藝術團、林口頭湖悅樂軒、淡水南北軒、臺北靈安社等。

### （二）排場清唱的北管戲
排場清唱為演唱者與樂隊設座排成半圓形，屬於沒妝扮的戲曲的表演方式，過去北管館閣雖也有演戲活動，如以學習的實務觀之，業餘的北管樂團應以排場演唱為主要表演方式，職業戲班則以上臺演戲為主。如同崑劇與崑曲為同一戲曲的兩種不同演出形式。排場清唱的北管戲曲以唱腔為主體，故劇目通常為唱工戲，如《送妹》、《賣酒》、《雷神洞》、《斬瓜》、《奪棍》等，這些戲都屬於兩個角色的戲曲，以演戲型態舞台效果將顯得單調，因此以排場清唱為佳。以民國五十七年至七十年（1961年－1981年）之間的北管戲曲有聲資料的出版觀之，新時代唱片行出版的劇目有：《大醉八仙》、《新路三仙會》、《大八仙》、《富貴長春》、《封相》、《金榜》、《羅成寫書》、《回窯》、《別窯》、《燒窯》、《送京娘》、《寶蓮燈》、《掃雪》、《掛玉帶》、《百壽圖》、《兄妹會》、《鬧西河》、《藍芳草》（雙貴圖）、《羅通掃北》、《駟馬渡江》、《三進宮》、《架座》、《夜奔》、《晉陽宮》、《賣酒》、《渭水河》、《祭劍》、《桃花山》、《訪友》、《古路問卜》、《大拜壽》、《黑四門》、《紅四門》、《蟠桃會》、《福祿壽仙》、《放關》、《探五陽》、《敲山》、《陽河堂》、《仁貴回家》、《王英下山》、《雌雄鞭》、《王祥臥冰奪棍》、《斬瓜》，演奏團體為臺北靈安社；國聲唱片行所出版的劇目有：《三進士》、《古路雷神洞》、《困河東》、《新路下山》、《寶蓮燈》、《新路百壽圖》、《羅成寫書》、《送京娘》、《三進宮》、《放關》、《晉陽宮》、《薛仁貴回家》、《大拜壽》，演奏團體為臺中豐原豐聲園；國賓唱片行所出版的劇目有：《大送》、《小送》、《賣酒》、《送京娘》、《王英下山》、《寶蓮燈》、《仁貴回家》、《羅成寫書》、《黑四門》、《蟠桃大會》、《掛金牌》、《斬經堂》，演奏團體為宜蘭總蘭社。從北管戲有聲資料的豐富性看出，最起碼在1980年代之前，北管戲曲的排場演出活動仍相當活躍。

## 傳承保護
北管戲曲自清朝中葉流傳臺灣以來，曾在民間盛極一時。因其熱鬧喧囂的音樂特質，適合廟會慶典、婚喪喜慶等場合使用，在民間祭典、節慶裡都扮演極重要的角色；且民間戲曲演出正戲前必先表演一段北管扮仙戲，它是酬神祈福最正式的戲曲，臺灣俗諺說：「吃肉吃三層，看戲看亂彈」，可見其深受觀眾歡迎的程度。隨著社會轉型，娛樂型態轉變，北管戲曲因老成凋謝又缺乏新血輪參與，而走入灰暗期。
有鑑於北管戲曲嚴重凋零，僅存日演北管戲夜演歌仔戲的「漢陽歌劇團」，決心成立「漢陽北管劇團」來傳承北管戲曲，其創辦人莊進才藝師於2016年獲頒國家文藝奬。2009年3月3日，行政院文化建設委員會指定漢陽北管劇團為重要傳統藝術北管戲曲類保存團體。
2016年，以傳承客家藝術為宗旨的慶美園文教基金會成立「慶美園亂彈劇團」，團員皆為人間國寶潘玉嬌藝師親自傳授指導的新生代演員及藝生。
現時台灣除上述兩團職業北管劇團，基隆市、新北市林口區、新竹市、彰化縣等地亦有業餘子弟組成之子弟戲社團協會，以及北管相關藝術節、文化節等展演活動。
今日，更因時代變遷使傳統戲曲失去原有的空間，包括職業戲班，能搬演亂彈戲人才已寥寥可數，藝人凋零、後繼無人，北管戲曲的存在與發展產生了嚴重危機。是故以積極作為輔助優良北管劇團傳承推廣，確實是刻不容緩的課題。